# Université Dalhousie
Pour les articles homonymes, voir Dalhousie.

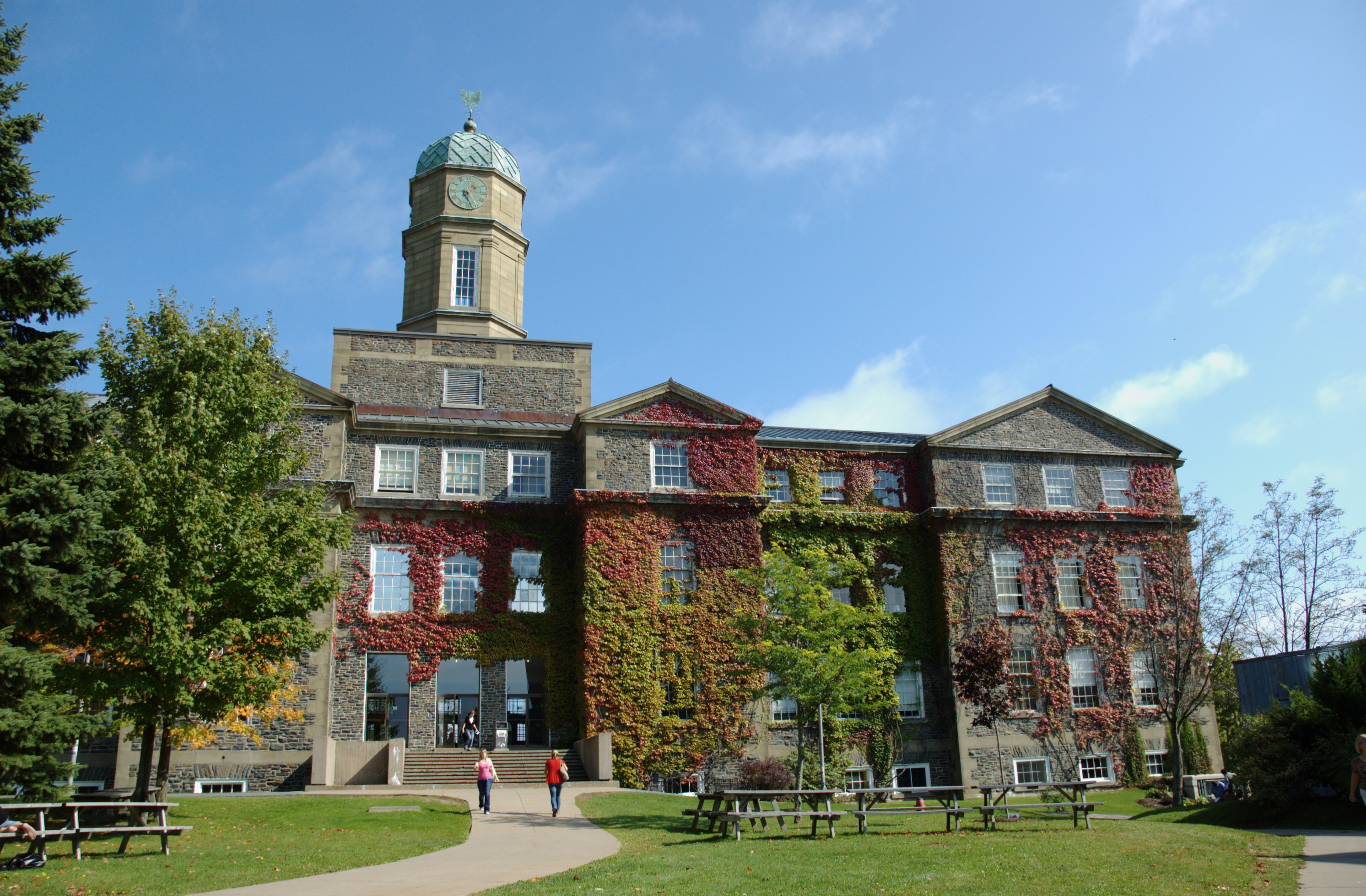
Édifice Henry Hicks.

L’Université Dalhousie (en anglais : Dalhousie University) est une université canadienne située à Halifax (Nouvelle-Écosse), au Canada.

## Description

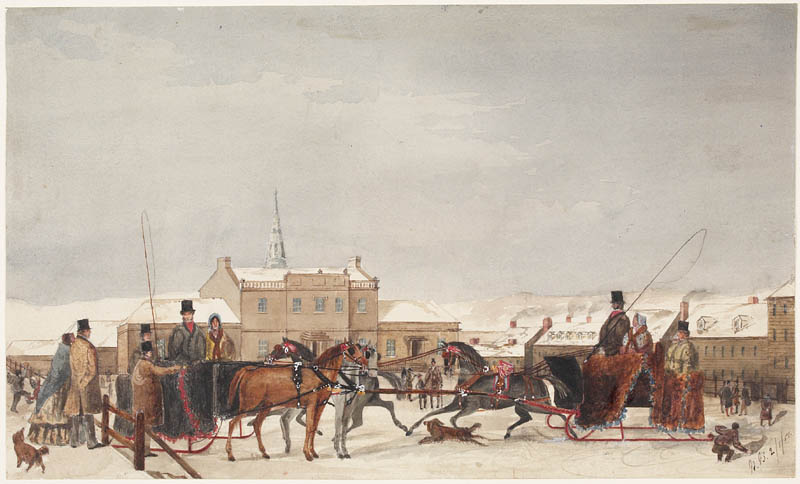
Le carré Dalhousie, Halifax (Nouvelle-Écosse), 1851.

Fondée en 1818, l'Université Dalhousie est la plus grande université des Provinces maritimes et figure parmi les grandes universités canadiennes. Elle offre un large éventail de programmes dans les trois cycles universitaires, dont des programmes de médecine et de droit. L'institution est l'une des universités canadiennes les plus actives dans le domaine de la recherche.
En 2005, l'université accueillait 10 660 étudiants à temps plein au premier cycle et 2 640 étudiants à temps plein aux cycles supérieurs.

## Personnalités liées à l'université
- Ernest H. Armstrong (1864-1946), ancien premier ministre de Nouvelle-Écosse
- Axel D. Becke (1953-), physico-chimiste
- Richard Bedford Bennett (1870-1947), ancien premier ministre du Canada
- Edmond Blanchard (1954-2014), avocat et homme politique
- Sylvain Charlebois (1970-), chercheur en agroalimentaire, directeur de recherche
- Joe Clark (1939-), ancien premier ministre du Canada
- Vittorio Frigerio (1958-), écrivain, directeur du département de littérature française de 2008 à 2013, professeur émérite
- Ian Hanomansing (1961-), journaliste à la CBC
- Richard Bennett Hatfield (1931-1991), ancien premier ministre du Nouveau-Brunswick
- Donald Hebb (1904-1985), psychologue canadien
- Adel Iskandar (1977-), critique de presse du Moyen-Orient
- Arthur J. LeBlanc (1943-), juge, lieutenant-gouverneur de la Nouvelle-Écosse
- Elisabeth Mann-Borgese (1918-2002), experte en droit et en politique maritime
- Alexa McDonough (1944-2022), députée à la Chambre des communes du Canada, ancienne chef du Nouveau Parti démocratique
- Chris Murphy (1968-), musicien et chanteur du groupe rock Sloan
- Kathryn D. Sullivan (1951-), première femme américaine à avoir marché dans l'espace
- Erik D. Demaine (1981-), mathématicien, professeur au Massachusetts Institute of Technology